# 2067.
◄ | 20. stoljeće | 21. stoljeće | 22. stoljeće | ►
◄ | 2030-ih | 2040-ih | 2050-ih | 2060-ih | 2070-ih | 2080-ih | 2090-ih | ►
◄◄ | ◄ | 2064. | 2065. | 2066. | 2067. | 2068. | 2069. | 2070. | ► | ►►
Astronomija

## Događaji
- 15. veljače – Ako ne dođe do zakonskih promjena, sve zvučne snimke snimljene prije 15. veljače 1972. postat će javno dobro.
- 11. lipnja – Prstenasta pomrčina Sunca koju će se moći vidjeti na Tihom oceanu, u Peruu i Kolumbiji.
- 15. srpnja, 11:56 UTC – Merkur će okultirati Neptun. Ovaj će rijetki događaj biti vrlo teško vidjeti sa Zemlje.
- listopada – Poruka izvanzemaljskoj inteligenciji (METI) Cosmic Call koja je bila poslana s planetnog radara u Jevpatoriji stići će na odredište, zvijezdu HD 178428.
- 6. prosinca – Hibridna pomrčina Sunca koju će se moći vidjeti kao prstenastu u Srednjoj Americi i Venezueli, a kao potpunu u istočnom Brazilu te kao prstenastu u Nigeriji i Čadu.

## Fikcija – izmišljeni događaji
- Lansiran brod Friendship One (Zvjezdane staze: Voyager).